# You Bet Your Life
You Bet Your Life war eine der beliebtesten Quiz-Shows Nordamerikas der 1950er-Jahre. Moderiert wurde die Sendung von Groucho Marx und seinem Assistenten George Fenneman, der als ernster Gegenpart Grouchos Stichwortgeber spielte. Sie lief von 1947 bis 1956 im Radio und parallel von 1950 bis 1961 im Fernsehen. 1960 wurde ihr Name in „The Groucho Show“ geändert. Die Show wurde fünfmal für den Emmy nominiert.

## Das Konzept
Die Show lebte weniger von dem eigentlichen Wissensquiz, bei dem zwei Kandidatenpärchen gegeneinander antraten, als von Grouchos einmaligem Wortwitz und seinen spontanen, oft ungeplanten Reaktionen. Im ersten Teil der Show fragte Groucho seine Kandidaten über deren Leben aus und versuchte im Laufe des Gesprächs, dem Publikum möglichst viele Lacher zu entlocken. In der Regel waren seine Kandidaten einfache Leute von der Straße. Gelegentlich waren aber auch ein paar prominentere Zeitgenossen dabei, die ihren Gewinn oft für einen wohltätigen Zweck spendeten. Unter seinen prominenten Gästen waren u. a. Ray Bradbury, William Peter Blatty (der seinen 10.000 Dollar-Gewinn dazu nutzte, den Roman Der Exorzist zu schreiben), Tallulah Bankhead, Phyllis Diller, Edith Head und einmal seine Brüder Chico und Harpo sowie Grouchos Tochter Miriam.

## Die Show
Eröffnet wurde die Show stets mit der Titelmelodie Hooray for Captain Spaulding aus dem Marx-Brothers-Film Animal Crackers. Die Produzenten der Show wollten, dass Groucho wie in seinen Filmen mit aufgemaltem Schnurrbart auftrat. Doch nach seinem Ausstieg aus dem Filmgeschäft im Jahr 1946 wollte Groucho auch einen Imagewechsel und trug seitdem stets einen echten Bart. Groucho verzichtete auch während der Show nie auf seine obligatorische Zigarre.
Im eigentlichen Quiz mussten die Teilnehmer Fragen aus einem bestimmten Wissensgebiet beantworten und konnten mit jeder richtigen Antwort ihren Geldgewinn erhöhen. Einen zusätzlichen Gewinn brachte das Secret Word (geheimes Wort). Das geheime Wort war stets ein herkömmlicher Begriff aus dem Alltag wie „Haus“ oder „Auto“. Wenn einer der Kandidaten zufällig das geheime Wort während des Gesprächs mit Groucho sagte, gewann das Team zusätzlich 50 Dollar. Wurde das geheime Wort genannt, schwebte eine Stoffente von der Studiodecke und überbrachte den Kandidaten ihren Geldgewinn. Die Ente trug eine Brille, Schnurrbart und hatte eine Zigarre im Schnabel – Grouchos Ebenbild.
In den ersten Jahren wurde die TV-Show von der Auto-Firma Plymouth gesponsert; Werbung für die Marke DeSoto wurde in die Show eingearbeitet.

## Nachfolge-Formate
Die geplante Nachfolge-Show What Do You Want? kam nicht über die Produktion der Pilot-Folge hinaus. 1962 ging Groucho mit Tell It to Groucho nochmals mit einem ähnlichen Format auf Sendung. Diese Show überlebte diesmal allerdings nur fünf Monate. In späteren Jahren wurde die Show mehrere Male neu aufgelegt, u. a. mit den Moderatoren Buddy Hackett (1980), Richard Dawson (1988) und Bill Cosby (1992).

## Auszeichnungen
- Peabody Award 1948
- Emmy-Nominierung 1952, 1953, 1954, 1955, 1956
- Aufnahme in die Radio Hall of Fame 1988

## CD
Die CD Groucho on Radio enthält einen 30-minütigen Ausschnitt der Show vom 30. November 1950 (Label: Radiola/Radio Yesteryear).

## Quelle
1. ↑  Guardian-Artikel